# Mały żebrak (obraz Bartolomé Estebana Murilla)
Mały żebrak – powstały w 1. połowie XVII w. obraz autorstwa hiszpańskiego barokowego malarza Bartolomé Estebana Murilla.
Obraz znajduje się w zbiorach Luwru w Paryżu. Stanowi część tzw. kolekcji Ludwika XVI.
W XIX wieku dziełem zachwycali się francuscy malarze: Courbet, Manet oraz Cézanne.

## Opis
Temat został przez artystę zaczerpnięty z jednej z sewilskich ulic. Namalowany chłopiec to ulicznik uwalniający się od wszy. W obrazie widać wpływy Caravaggia: gra jaskrawych oświetlonych promieniami słońca fragmentów i półcieni. Chłopiec siedzi w łachmanach w kącie ciemnej izby. Obok niego stoi dzbanek, kosz jabłek i resztki krewetek.